# Фокино (Смоленская область)
Фо́кино — деревня в Смоленской области России, в Гагаринском районе. Население — 3 жителя (2007). Расположена в северо-восточной части области в 21 км к северо-востоку от Гагарина, на берегах реки Зароченка, в 15 км к северу от станции Батюшково на железнодорожной ветке Москва — Минск, в 2,5 км к западу от границы с Московской областью. Входит в состав Акатовского сельского поселения.

## Известные люди
Николай Константинович Виноградов (1914—1991) — Герой Советского Союза, гвардии старший сержант,  командир противотанкового орудия 241-го гвардейского стрелкового полка 75-й гвардейской стрелковой дивизии 60-й армии Центрального фронта.